# 허큘리스자리 제타
허큘리스자리 제타는 허큘리스자리에 있는 쌍성이다. 주성은 태양보다 약간 더 크고 몇 배 밝은 준거성으로 주계열성을 떠나 진화하는 중이다. 주성 주위에는 좀 더 작고 어두운 반성이 약 1초각 거리에 존재한다. 주성과 반성은 서로를 34.5년 주기로 공전한다. 둘 사이의 거리는 14.65 천문단위로, 가까울 때는 8에서 멀리 떨어지면 21.3 천문단위까지 멀어진다.
이 항성계는 허큘리스자리 제타 이동성군의 일원이다. 이 이동성군에는 삼각형자리 델타, 공작자리 피2, 그물자리 제타, 물뱀자리 1, 글리제 456, 글리제 678, 글리제 9079가 속해 있다.

## 참고 문헌
1. ↑  G. F. Porto de Mello, L. da Silva (1991). “On the physical existence of the Zeta HER moving group - A detailed analysis of Phi exp 2 Pavonis”. 《Astronomical Journal》 102: 1816–1825. doi:10.1086/116006. 다음 글자 무시됨: ‘ http://adsabs.harvard.edu/abs/1991AJ....102.1816P ’ (도움말)